# Вьетнамский музей военной истории

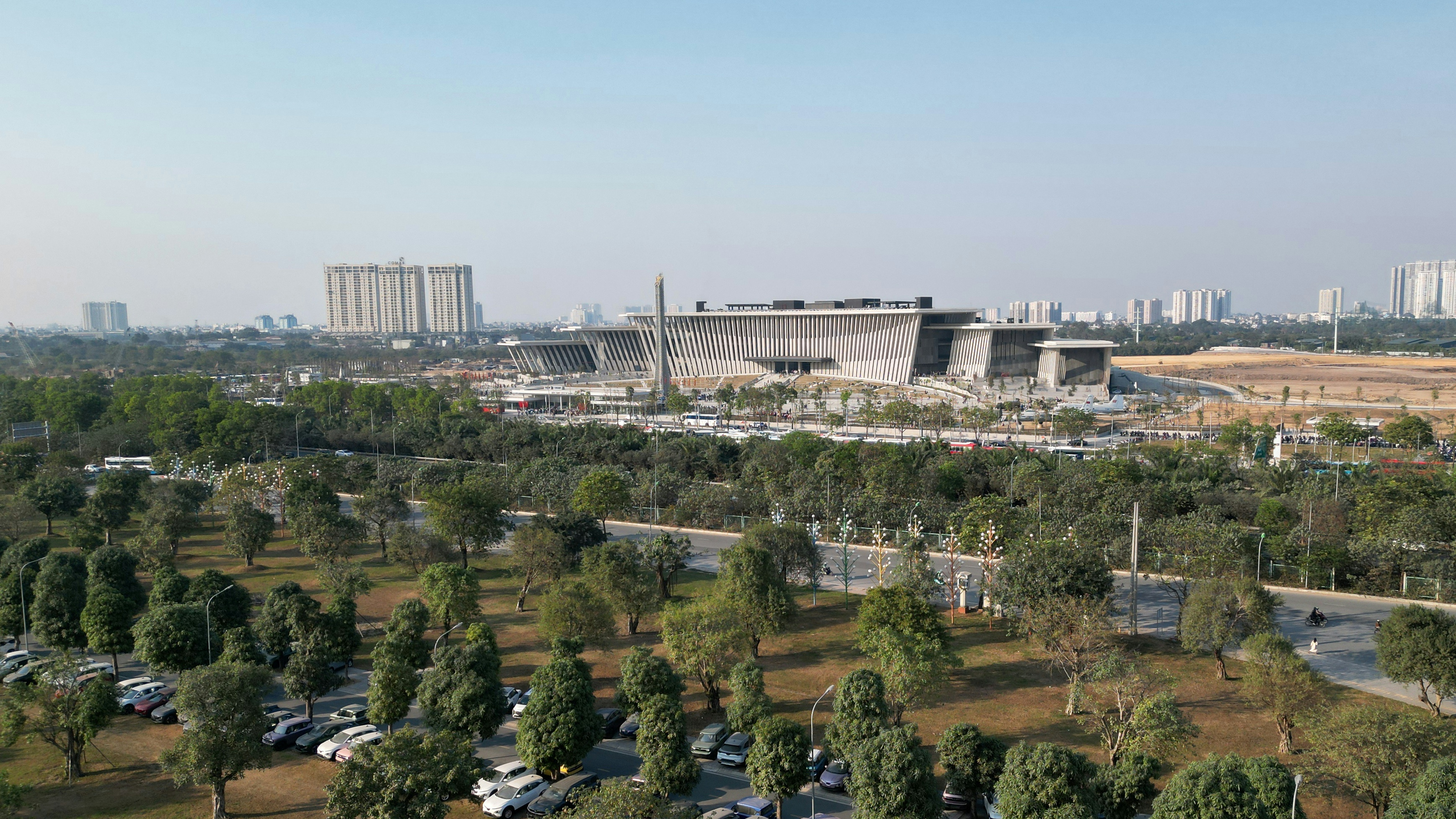
Новое здание музея Армии в Ханое

Музей Армии посвящён боевому пути Вооружённых сил Вьетнама. Находится в Ханое. В нём представлены образцы советской, китайской, а также американской и французской военной техники и оружия. Адрес: 28A, Ba Dinh District, Hanoi. Музей работает со вторника по воскресенье с 8 до 11 и с 13 до 16 часов. Понедельник — выходной. В цену билета в музей также входит стоимость посещения знаменной башни, со смотровой площадки которой открывается прекрасный вид на Ханой и окрестные места. К территории музея примыкает Парк имени Ленина (Công viên Lê Nin).

## История возникновения и архитектура

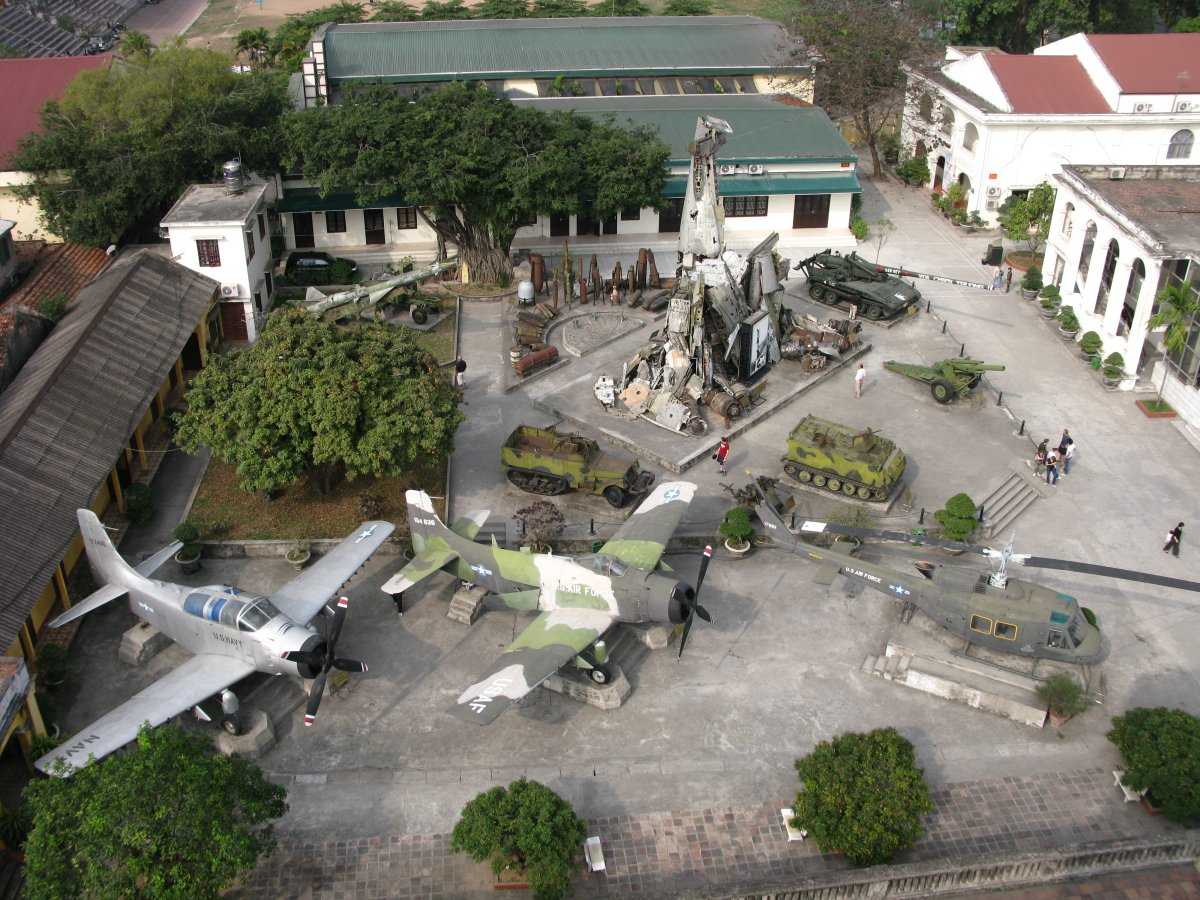
Экспозиция музея на улице

Военный музей в Ханое является одним из семи вьетнамских музеев национального значения. Его открытию предшествовал ряд выставок, которые проводились в целях поддержания духа вьетнамских военных. Окончательно, же, Ханойский военный музей был открыт в 1959 году в день 15-летия основания Народной армии Вьетнама. Инициатором создания музея был Президент Вьетнама Хо Ши Мин.
В честь 50-летия со дня открытия музея, был открыт его официальный сайт, целью которого является содействие развитию деятельности музея.
В 2007 году королевская Ханойская цитадель, в которой расположен военный музей, была признана государственным архитектурным памятником, а с 2009 года — национальным. С 2010 года крепость была внесена в список Всемирного наследия ЮНЕСКО.
Военный музей находится в бывшем здании королевской цитадели. Частью музейного комплекса выступает знаменная башня, которая является одним из немногих строений, уцелевших в результате разрушительных действий французов во время их правления во Вьетнаме, в конце XIX века.
Другим объектом, входящим в архитектурный ансамбль музея является фундамент древнего дворца Киньтхиен. Сохранилась также лестница с перилами, украшенными каменными драконами. От древнего строения до наших дней хорошо сохранились Южные (Доанмон) и Северные ворота. В настоящее время считается, что под землей находится множество руин королевской цитадели, которые ещё предстоит найти.

## Экспозиция

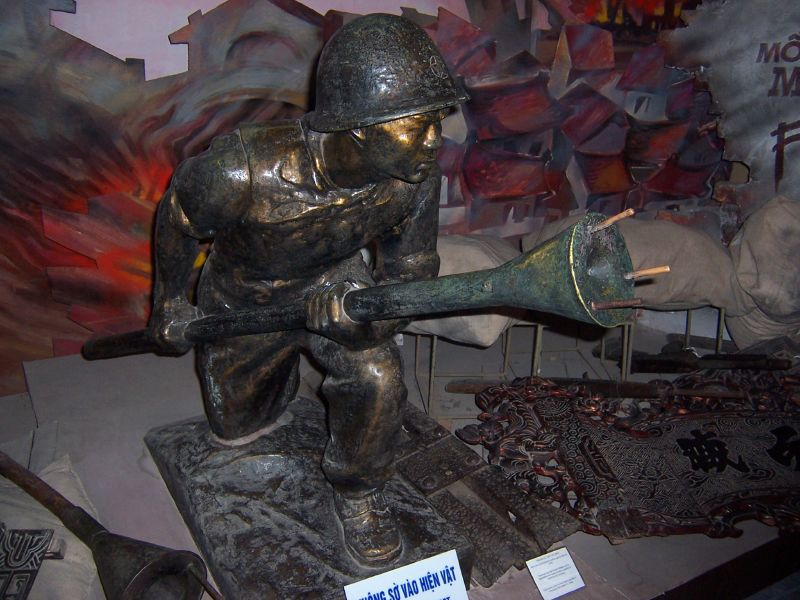
Статуя солдата Вьетминя с «Ni05» — японским противотанковым оружием смертников времён Второй мировой войны. Оставшиеся от японской оккупации «Ni05» применялись вьетнамцами против французских танков в Индокитайской войне 1946—1954.

Экспозиция военного музея, расположенная в тридцати смотровых залах, состоит из порядка 160 тысяч предметов и документов, связанных с историей образования и развития вооруженных сил Вьетнама. В музее можно увидеть боевые машины и оружие, которые непосредственно принимали участие в военных сражениях за независимость Вьетнама: пушки, танки, военные велосипеды, военные самолеты и вертолеты, а также обломки военной авиатехники.
На территории музея сооружен памятник из обломков американского самолета.
В качестве экспонатов музея представлены также одежда, снаряды и различные предметы, которые принадлежали в прошлом вьетнамским военным.

## Окрестности
Недалеко от военного музея в Ханое расположен Музей Революции. Здесь представлены экспонаты, которые так или иначе связаны с революционными событиями во Вьетнаме. В музее можно узнать историю становления вьетнамского коммунизма, а также биографии известных политиков Вьетнама.
В нескольких кварталах от военного музея находится Храм литературы. Здесь собраны документы и артефакты, которые признаны ЮНЕСКО частью мирового документационного наследия. Это одно из наиболее посещаемых туристами мест в Ханое.